# Москва-Пасажирська-Казанська
Москва-Пасажирська-Казанська, також Казанський вокзал (до 1894 року — Рязанський) що є пасажирським терміналом залізничної станції Москва-Пасажирська-Казанська. Один з десяти залізничних вокзалів Москви. Входить до Московської регіональної дирекції залізничних вокзалів.) — залізнична станція Московської залізниці в Москві. Входить до Московсько-Горьківського центру організації роботи залізничних станцій ДЦС-8 Московської дирекції управління рухом. За основним застосування є пасажирською, за обсягом роботи — позакласною. Є початковим пунктом Казанського і Рязанського напрямків МЗ. Є тупиковою (нетранзітною), але має примикання Митьковської сполучної гілки.

## Історія
Будівлю вокзалу побудовано впродовж 1862—1864 років для Рязанської залізниці (автор проекту первісного будинку вокзалу — архітектор М. Ю. Левестам), з 1894 року також і для Казанської залізниці. Перший поїзд за маршрутом Москва — Коломна відправився з Рязанського вокзалу 20 липня 1862 року.
Будівництво сучасної будівлі Казанського вокзалу почалося у 1913 і закінчилося у 1940. Будівлю збудовано у неоросійському стилі О. В. Щусєвим з авторським колективом.
У 1950-х роках був добудований зал приміського сполучення, який з'єднаний зі станцією метро «Комсомольська». Впродовж 1987—1997 років будівлю реконструйовано: оновлено фасад, розширені і переплановані внутрішні приміщення, споруджені дахи над перонами, будівля оснащена сучасними технічними засобами.

## Сучасність
Станом на середину 2010-х років Казанський вокзал є одним з найбільших у Європі та найбільш завантаженим за пасажиропотоком серед московських, так як обслуговує цілих три напрямки — східний, південно-східний і південний. В останні роки вокзал працює на межі пропускної здатності.

## Напрямки
Зі станції відправляються швидкі і пасажирські поїзди, а також приміські поїзди (електрички) у двох напрямках — на Муром (Казанський напрямок) і на Рязань (Рязанський напрямок). Розгалуження за напрямками — у місті Люберці, на станції Люберці I.
З Москва-Пасажирська-Казанська відправляються поїзди, що прямують в Адлер, Анапу, Владикавказ, Вороніж, Грозний, Душанбе, Іжевськ, Йошкар-Олу, Казань, Махачкалу, Новоросійськ, Оренбург, Орськ, Пензу, Ростов-на-Дону, Рязань, Самару, Саранськ, Тольятті, Ульяновськ, Уфу, Чебоксари, Челябінськ тощо.
Також зі станції слідують приміські електрички до станцій: Люберці, Панки, Куровська (у тому числі експрес), Єгор'євськ, Шатура, Черусті, Биково, Раменське (експрес), 47 км, Фаустово, Виноградово, 88 км (Воскресенськ), Шиферна, Голутвін (у тому числі експрес) (Коломна), Рязань-1 (у тому числі експрес), Рязань-2 (у тому числі експрес).

## Далеке прямування по станції
| №       | Назва потяга             | Місто прибуття             |
| ------- | ------------------------ | -------------------------- |
| 001/002 | Преміум (Татарстан)      | Казань                     |
| 003/004 | Кавказ                   | Кисловодськ                |
| 005/006 | Узбекистан (O'zbekiston) | Ташкент                    |
| 009/010 | Жигулі                   | Самара                     |
| 011/012 | Сочі                     | Адлер                      |
| 013/014 | Південний Урал           | Челябінськ / Магнітогорськ |
| 015/016 | Преміум (Урал)           | Єкатеринбург               |
| 017/018 | Киргизстан               | Бішкек                     |
| 019/020 | Преміум (Тихий Дон)      | Ростов-на-Дону             |
| 021/022 | Ульяновськ               | Ульяновськ                 |
| 023/024 | Преміум (Ярмарка)        | Нижній Новгород            |
| 025/026 | Італмас                  | Іжевськ                    |
| 029/030 | Преміум (Кубань)         | Новоросійськ               |
| 031/032 | Оренбуржьє               | Оренбург                   |
| 033/034 | Іристон, (Осетія)        | Владикавказ                |
| 035/036 | Алтай                    | Барнаул                    |
| 039/040 | Башкортостан             | Уфа                        |
| 041/042 | Мордовія                 | Саранськ                   |
| 051/052 | Сура                     | Пенза                      |
| 053/054 | Чăваш Ен, (Чувашія)      | Чебоксари                  |
| 057/058 | Марій Ел                 | Йошкар-Ола                 |
| 059/060 | Тюмень                   | Нижньовартовськ            |
| 089/090 | Зауральє                 | Петропавловськ             |
| 099/100 | Тихий Дон                | Ростов-на-Дону             |
| 101/102 | Преміум (Сочі)           | Адлер                      |
| 103/104 | Московія                 | Адлер                      |
| 319/320 | Тоҷикистон               | Душанбе                    |